# Ian Crook
Ian Crook est un footballeur anglais né le 18 janvier 1963. Il évoluait au poste de milieu de terrain. Il s'est reconverti entraineur.